# Nullpunkt
Der Nullpunkt oder Referenzpunkt Null ist ein in vielen Disziplinen verwendeter Begriff, vorzugsweise zu quantitativen Angaben in Naturwissenschaft und Technik. Der Nullpunkt ist der Ausgangspunkt für gemessene oder berechnete Werte, ab dem diese – beginnend mit dem Wert null – erfasst oder bewertet werden.  Zugleich trennt der Nullpunkt die positiven von den negativen Zahlen.
In der Statistik wird ein enger gefasster Begriff „natürlicher Nullpunkt“ verwendet, siehe Intervallskala.
Beispiele für die Anwendung des Begriffes sind:
Nullpunkt einer Skale (Anzeigeeinrichtung)
der Anfang eines Zollstockes
der Skalenwert zur Stromlosigkeit eines Strommessgerätes
Nullpunkt einer Skala (Quantifizierung)
der auf die Temperatur 273,15 K (historisch auf den Eispunkt) festgelegte Nullpunkt der Celsius-Skala
das Normalhöhennull als Nullniveau für die Höhe über dem Meeresspiegel in Deutschland
der Nullpunkt einer Zeitskala, z. B. 0 Uhr Weltzeit oder das Jahr 0 bei der astronomischen Jahreszählung
der Nullpunkt einer Zeitspanne als der Anfangspunkt eines Ereignisses von begrenzter Dauer auf einer ständig fortschreitenden Zeit
in der Elektrochemie der Nullpunkt des Elektrodenpotentials, der auf das Potential der Wasserstoffelektrode gelegt wird
Koordinatenursprung
der Ursprungspunkt auf Koordinatenachsen mit dem Wert null; häufig, aber nicht zwingend der Schnittpunkt der Achsen
ein Fundamentalpunkt bzw. geodätisches Datum in der Geodäsie
der Werkstücknullpunkt als Referenzpunkt bei der CNC-Bearbeitung eines Werkstückes
Beispiele aus Naturwissenschaft und Technik, in denen die Anwendung des Begriffes Nullpunkt nicht möglich ist:
- bei der Zeit, wenn sie nicht als Zeitspanne mit festgelegtem Anfangspunkt zu verstehen ist
- bei logarithmischer Darstellung
- bei reziproker Darstellung